# Хенриетта (Техас)
Хенриетта (англ. Henrietta) — город в США, расположенный в северной части штата Техас, административный центр округа Клей. По данным переписи за 
2010 год число жителей составляло 3141 человек, по оценке Бюро переписи США в 2018 году в городе проживало 3018 человек.

## История

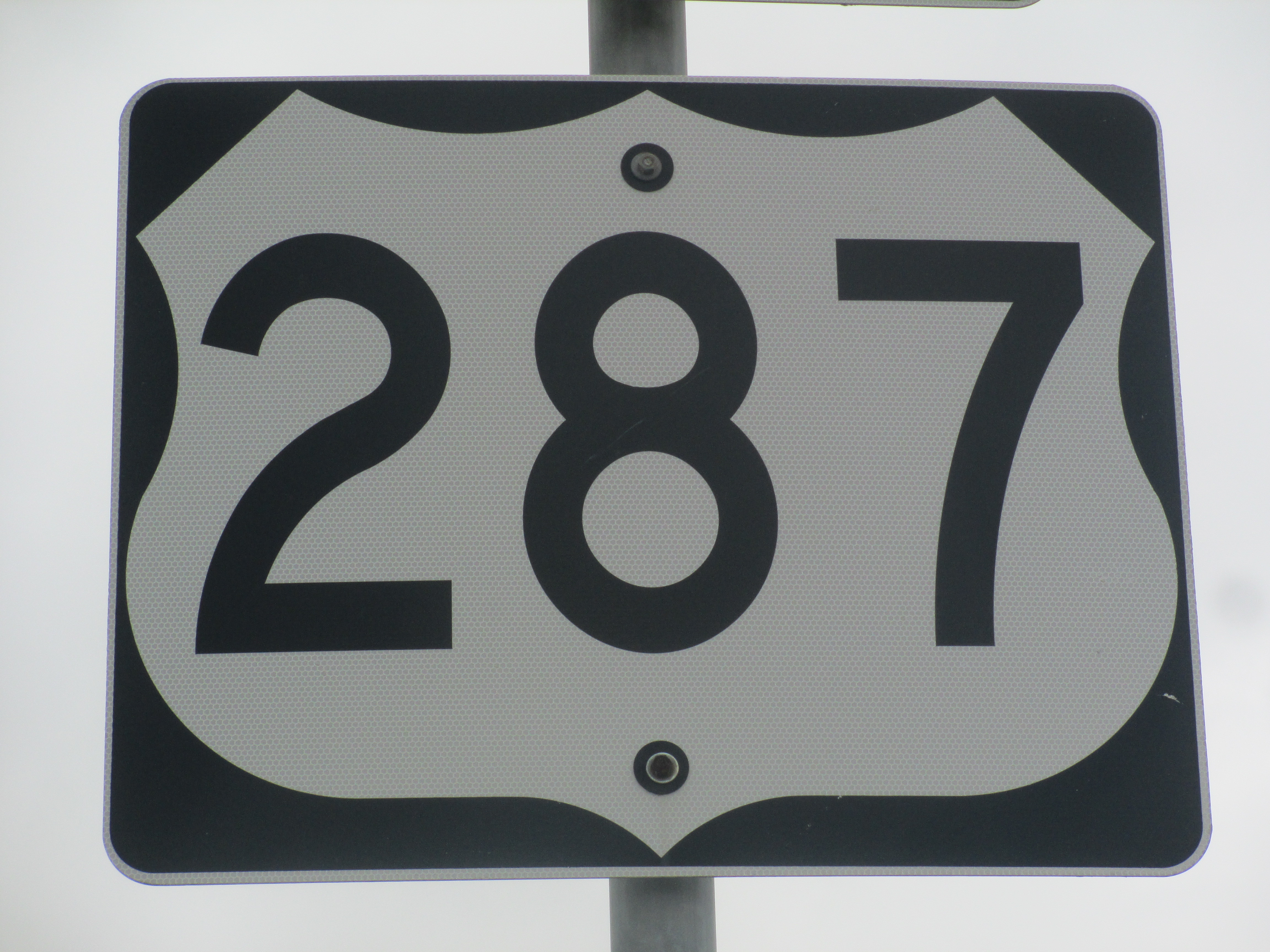
Знак автомагистрали US 287, одной из главных дорог Хенриетты.

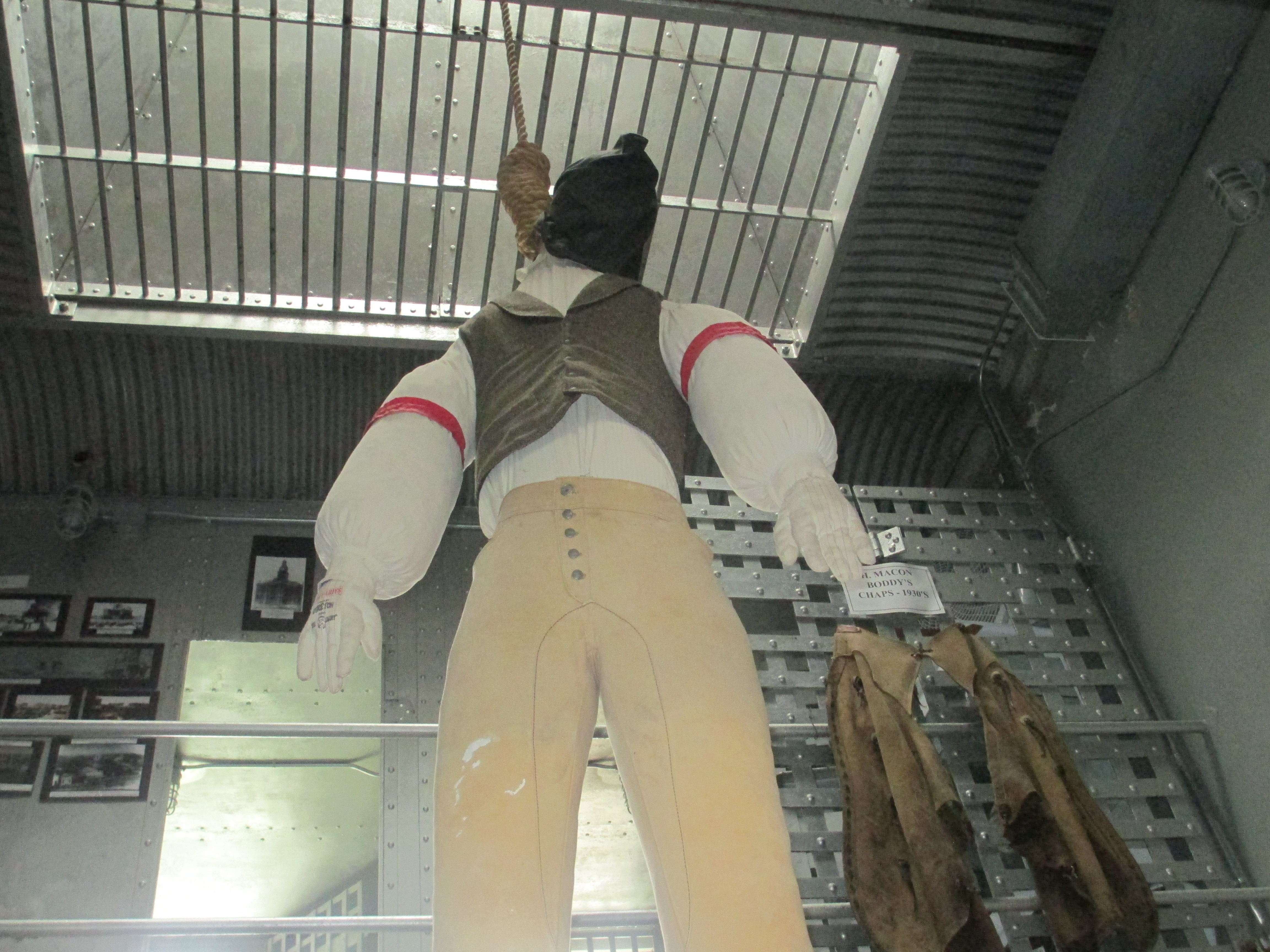
Экспозиция музея-тюрьмы округа Клей в старом здании тюрьмы, где на сама деле не произошло ни одной казни.

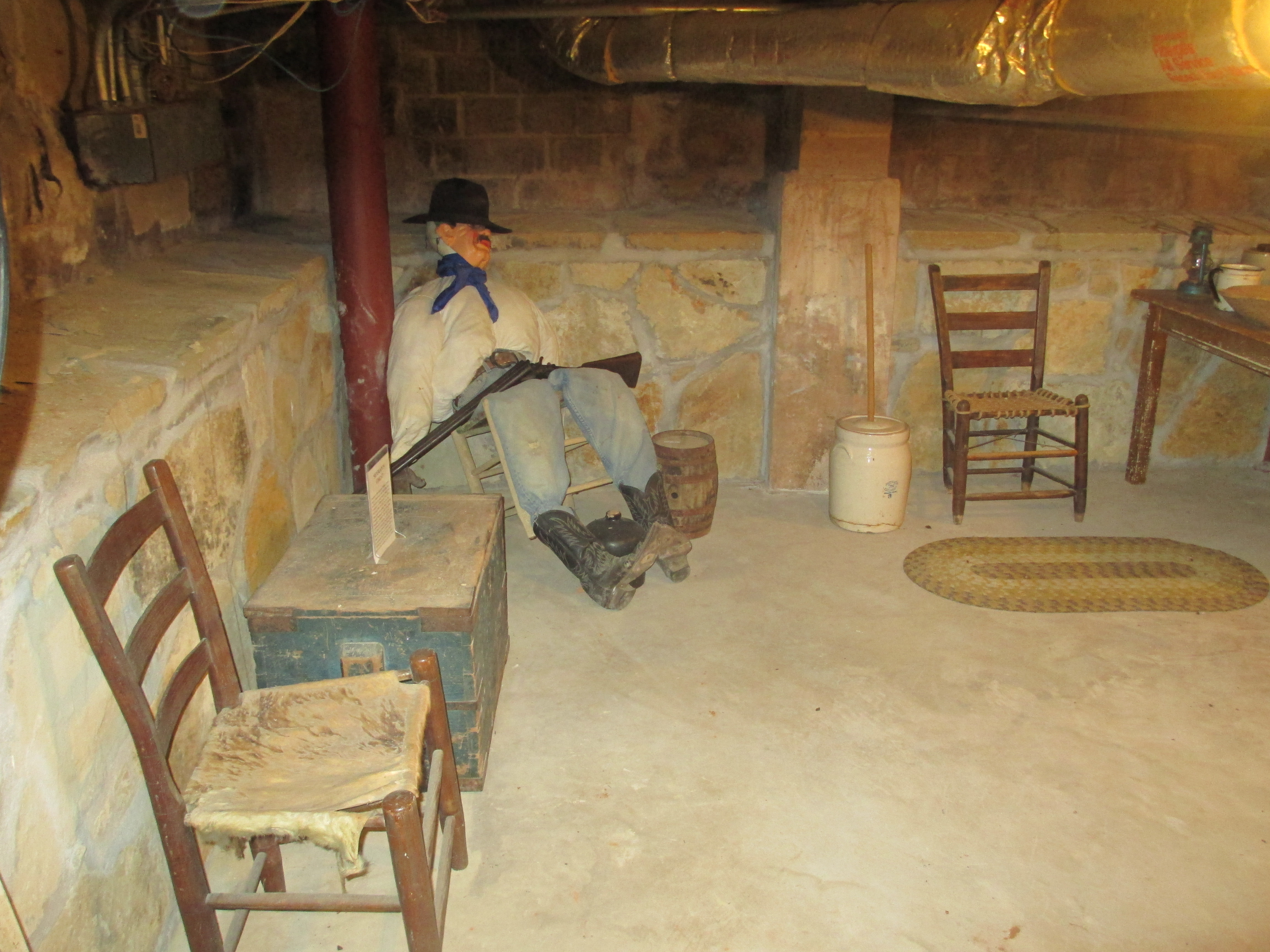
Экспозиция «Спящий охранник» в музее-тюрьме Хенриетты.

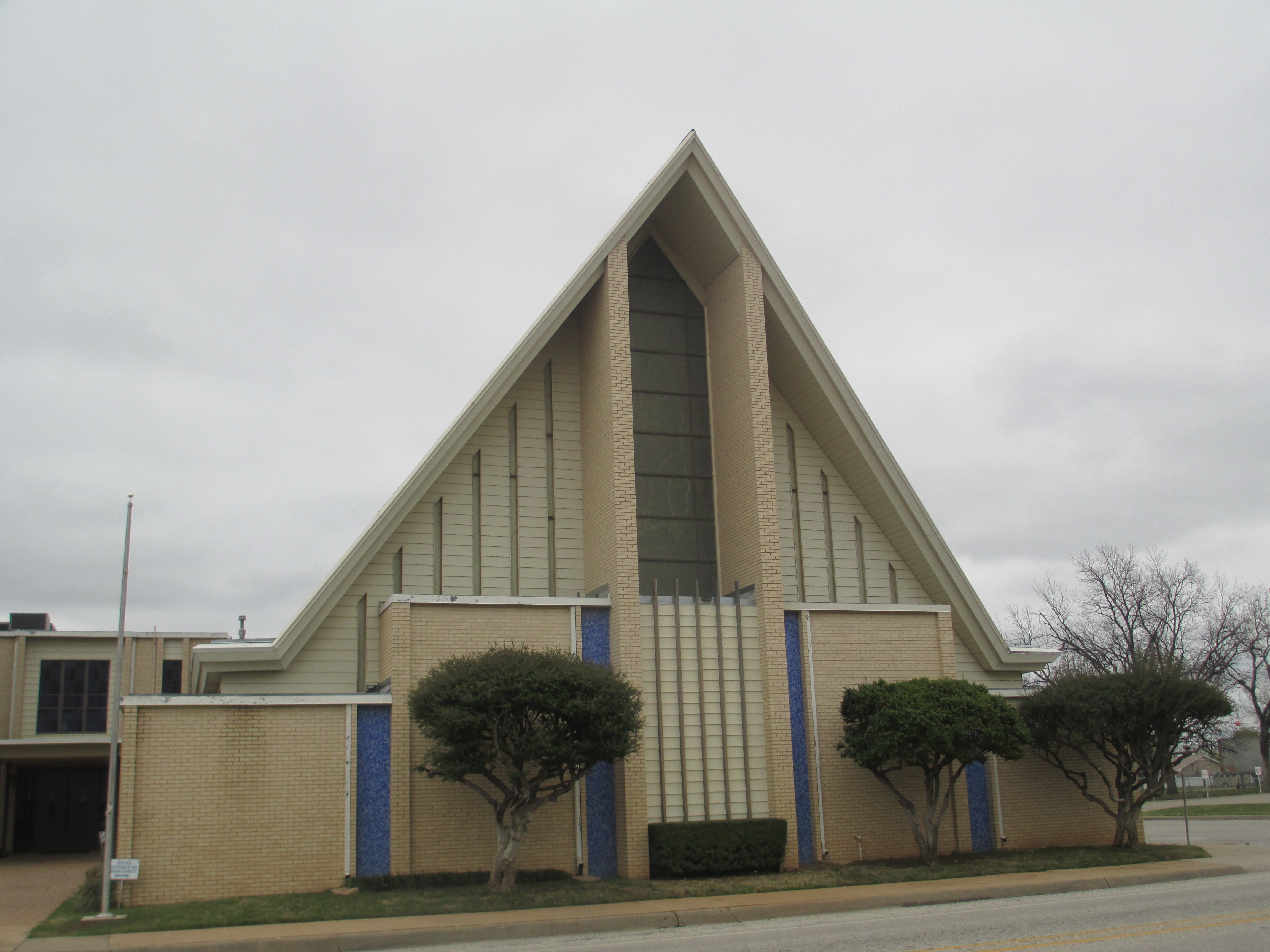
Первая баптистская церковь города.

24 декабря 1857 года при выделении округа Клей из округа Кук было постановлено, что административный центр нового города должен называться Хенриетта. В 1860 году Хенриетта была единственным городом в округе. В 1862 году в городе появился почтовый офис. В том же году индейцы, пользуясь тем, что все войска были на гражданской войне, увеличили число рейдов на поселения региона и жители округа стали уезжать в округа Кук и Монтейг. В 1862 году из округа уехало всё белое население и он был официально расформирован. Солдаты рапортовали, что Хенриетта стояла в запустении, на стенах домов были индейские символы, а вскоре была сожжена.
Ранние попытки поселенцев вернуться в регион были неудачными, индейцы убивали их и захватывали в плен. В 1870 году на развалинах Хенриетты произошёл бой между 50 солдатами и 300 воинами племени Кайова. Только после этой битвы поселенцы смогли вернуться в регион. В 1874 году был заново открыто почтовое отделение. С 1875 по 1879 году Хенриетта помимо административного центра была центром юриспруденции Техасского выступа. В 1882 году в город пришла железная дорога Fort Worth and Denver City Railway, а в 1887 году дорога Gainesville, Henrietta and Western Railway, в 1880-х в Хенриетте работало несколько дилижансов. В те же времена в регионе работал центр охоты на бизонов. Хенриетта также была транспортировочным центром для шахт округа Форд, поскольку Уичито-Фолс был менее крупным городом.
В 1881 году Хенриетта получила устав, началось формирование органов местной власти. В 1887 году в городе открылся один из пунктов обмена союза фермеров. К 1890 году в городе работало несколько салунов, гостиниц и ресторанов, два банка опера, фабрика сигар, церкви пяти конфессий, школа, тюрьма, а также две газеты, Henrietta Independent и Clay County Chieftain. Основными продуктами, которые транспортировал город, являлись хлопок, фрукты, прочие фермерские продукты и скот. В 2000 году город по-прежнему являлся крупным транспортировочным центром скота, зерна и хлопка, в Хенриетте работали производства по сборке домов на колёсах, производство окон, кормов для скота, а также ряд товаров для ковбоев.

## География
Хенриетта находится в центральной части округа, координаты города: 33°48′52″ с. ш. 98°11′34″ з. д..
Согласно данным бюро переписи США, площадь города составляет около 13,4 км2, из которых 13,1 км2 занято сушей, а менее 0,3 км2 — водная поверхность.

### Климат
Согласно классификации климатов Кёппена, в Хенриетте преобладает влажный субтропический климат (Cfa).
| Показатель                | Янв.  | Фев.  | Март  | Апр. | Май  | Июнь | Июль | Авг. | Сен. | Окт. | Нояб. | Дек.  | Год   |
| ------------------------- | ----- | ----- | ----- | ---- | ---- | ---- | ---- | ---- | ---- | ---- | ----- | ----- | ----- |
| Абсолютный максимум, °C   | 32,8  | 35    | 37,8  | 39,4 | 40,6 | 46,7 | 46,1 | 46,7 | 45   | 41,1 | 33,9  | 31,7  | 46,7  |
| Средний максимум, °C      | 12,3  | 14,7  | 19,5  | 24,6 | 28,4 | 33,2 | 36,3 | 36,4 | 32,1 | 25,9 | 18,8  | 13,3  | 24,6  |
| Средняя температура, °C   | 5,3   | 7,4   | 11,9  | 17,3 | 21,7 | 26,6 | 29,3 | 29,1 | 24,8 | 18,4 | 11,6  | 6,5   | 17,5  |
| Средний минимум, °C       | −1,8  | 0,1   | 4,4   | 9,9  | 15   | 19,9 | 22,3 | 21,8 | 17,5 | 11   | 4,3   | −0,3  | 10,3  |
| Абсолютный минимум, °C    | −21,1 | −21,7 | −14,4 | −5   |      | 5,6  | 12,2 | 10   | 2,8  | −7,2 | −13,9 | −22,2 | −22,2 |
| Норма осадков, мм         | 35    | 42    | 53    | 74   | 107  | 88   | 52   | 61   | 77   | 80   | 47    | 44    | 759   |
| Источник: weatherbase.com |       |       |       |      |      |      |      |      |      |      |       |       |       |

## Население

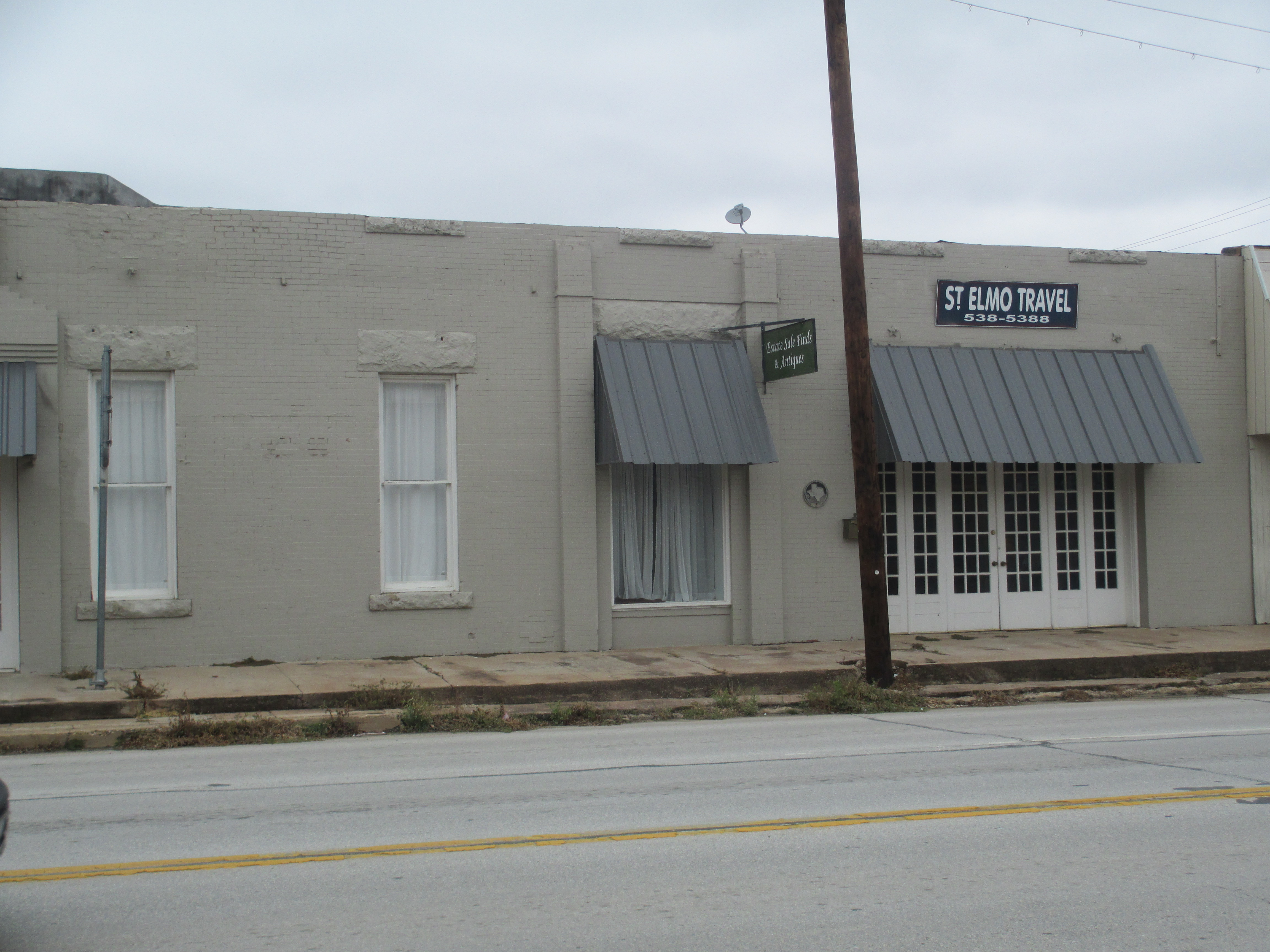
Антикварный магазин в здании бывшего отеля St. Elmo, уничтоженного огнём.

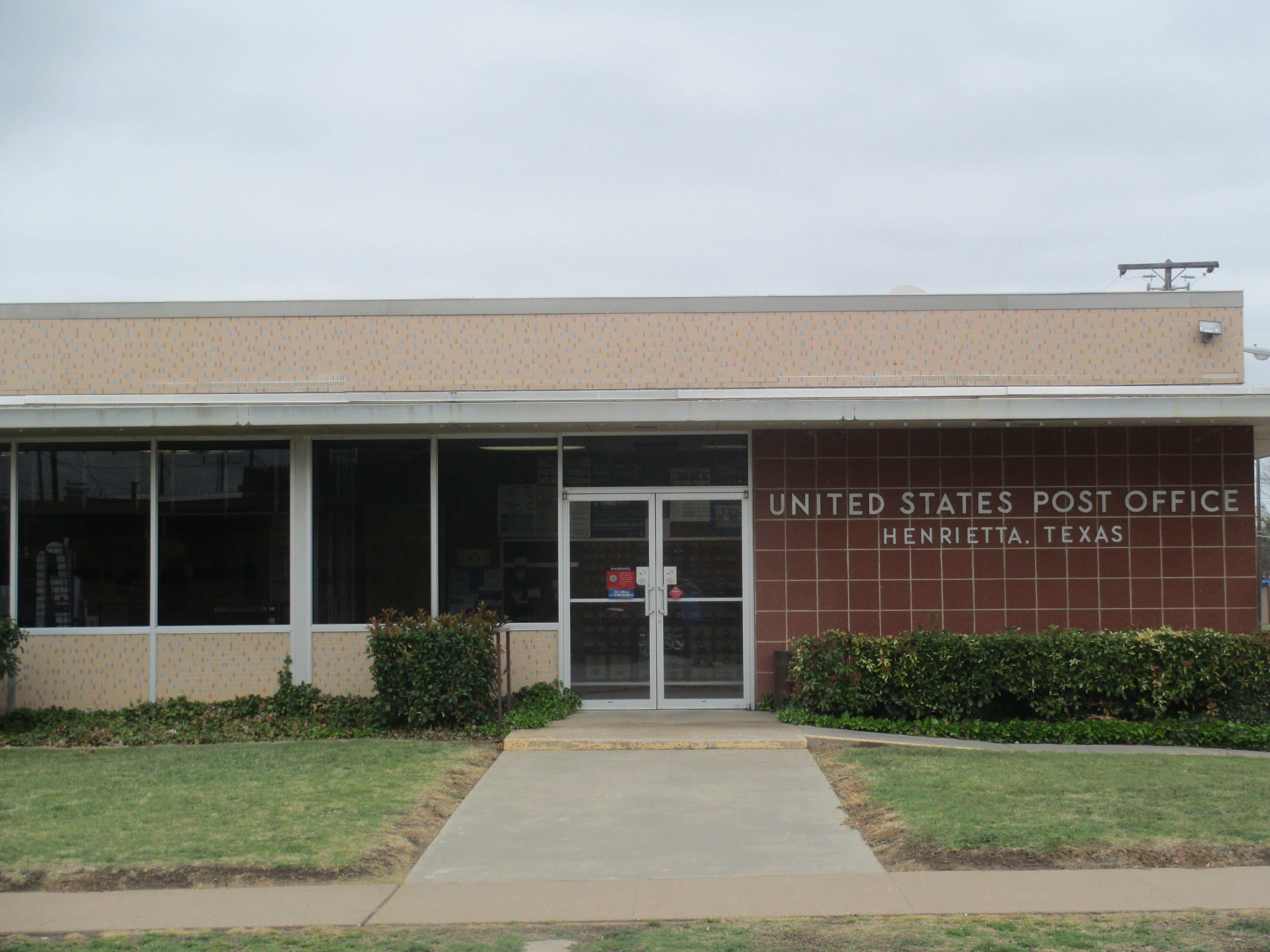
Почтовое отделение на площади здания суда.

Согласно переписи населения 2010 года в городе проживал 3141 человек, было 1270 домохозяйств и 850 семей. Расовый состав города: 94,8 % — белые, 0,6 % — афроамериканцы, 1,3 % — коренные жители США, 0,4 % — азиаты, 0 % (0 человек) — жители Гавайев или Океании, 1,4 % — другие расы, 1,5 % — две и более расы. Число испаноязычных жителей любых рас составило 4,3 %.
Из 1270 домохозяйств, в 32 % живут дети младше 18 лет. 50,5 % домохозяйств представляли собой совместно проживающие супружеские пары (19 % с детьми младше 18 лет), в 12,4 % домохозяйств женщины проживали без мужей, в 4 % домохозяйств мужчины проживали без жён, 33,1 % домохозяйств не являлись семьями. В 29,3 % домохозяйств проживал только один человек, 14,7 % составляли одинокие пожилые люди (старше 65 лет). Средний размер домохозяйства составлял 2,42 человека. Средний размер семьи — 2,98 человека.
Население города по возрастному диапазону распределилось следующим образом: 27,4 % — жители младше 20 лет, 20,3 % находятся в возрасте от 20 до 39, 33,9 % — от 40 до 64, 18,3 % — 65 лет и старше. Средний возраст составляет 41,9 года.
Согласно данным пятилетнего опроса 2018 года, средний доход домохозяйства в Хенриетте составляет 45 469 долларов США в год, средний доход семьи — 61 585 долларов. Доход на душу населения в городе составляет 23 728 долларов. Около 16,3 % семей и 18,2 % населения находятся за чертой бедности. В том числе 23,9 % в возрасте до 18 лет и 6 % старше 65 лет.

## Местное управление
Управление городом осуществляется мэром и городским советом, состоящим из 4 человек, которые выбирают из своего состава заместителя мэров.

## Инфраструктура и транспорт
Основными автомагистралями, проходящими через Хенриетту, являются:
- автомагистраль 82 США идёт с востока от Гейнсвилла на северо-запад к Уичито-Фолс.
- автомагистраль 287 США идёт с юго-востока от Декейтера на северо-запад к Уичито-Фолс.
- автомагистраль 148 штата Техас идёт с севера от пересечения с автомагистралью 79 штата Техас в районе Петролии на юг к Джэксборо.

Ближайшим аэропортом, выполняющим коммерческие рейсы, является муниципальный аэропорт Уичито-Фолс. Аэропорт находится примерно в 40 километрах к северо-западу от Хенриетты.

## Образование
Город обслуживается независимым школьным округом Хенриетта. 

## Отдых и развлечения
В сентябре в Хенриетте проходит ежегодный фестиваль первых поселенцев и родео.